# Miami (Teksas)
Miami je grad u američkoj saveznoj državi Teksas. Prema popisu stanovništva iz 2010. u njemu je živjelo 597 stanovnika.